# Алто (Калифорнија)
Алто (енгл. Alto) насељено је место без административног статуса у америчкој савезној држави Калифорнија.

## Демографија
По попису из 2010. године број становника је 711.
| Група             | 2000.    | 2010.       |
| Белци             | 0 (0,0%) | 585 (82,3%) |
| Афроамериканци    | 0 (0,0%) | 8 (1,1%)    |
| Азијати           | 0 (0,0%) | 30 (4,2%)   |
| Хиспаноамериканци | 0 (0,0%) | 51 (7,2%)   |
| Укупно            | 0        | 711         |